# Исаев, Максим Сергеевич (хоккеист)
Максим Сергеевич Исаев (род. 21 марта 1989, Москва) — российский хоккеист, защитник.

## Биография
Встал на коньки в пять лет, через год начал заниматься в школе «Динамо» Москва у тренера Алексея Калинцева.
Всю недолгую профессиональную карьеру (2005—2010) провёл во второй/молодёжной команде «Динамо» в первой лиге и МХЛ. В сезоне 2008/09 сыграл за «Динамо» 30 матчей в КХЛ, в следующем сезоне провёл семь матчей за «Рязань» в высшей лиге.

## Достижения
- Обладатель Кубка Шпенглера 2008
- Третий призёр Мемориала Ивана Глинки U18 (2006)
- Третий призёр Мирового Кубка вызова U19 (2006)
- Третий призёр Турнира пяти наций U18 (2007)[1]